# Mongolicosa azarkinae
Mongolicosa azarkinae – gatunek pająka z rodziny pogońcowatych. Endemit Mongolii.

## Taksonomia
Gatunek ten opisany został po raz pierwszy w 2018 roku przez Aleksandra Fomiczewa i Jurija Marusika na łamach „Zootaxa”. Jako lokalizację typową wskazano Sutai uul w ajmaku kobdoskim na zachodzie Mongolii. Epitet gatunkowy nadano na cześć Galiny Azarkiny.

## Morfologia
Samiec ma ciało długości od 6,7 do 7,5 mm przy karapaksie długości od 3,6 do 4 mm i szerokości od 2,8 do 3,1 mm, samica zaś ma ciało długości od 7,3 do 9,8 mm przy karapaksie długości od 3,7 do 4 mm i szerokości od 2,9 do 3,2 mm. Karapaks u obu płci jest czarny. Szczękoczułki są czarne u samca, a ciemnobrązowe u samicy. Warga dolna jest u samca czarna, u samicy jasnoszara. Szczęki i sternum u obu płci mają ciemnoszare ubarwienie. Nogogłaszczki są u samicy jednolicie ciemnobrązowe, u samca natomiast udo i rzepkę mają żółtoszare, a goleń i cymbium czarne. Odnóża samca mają żółto-czarne uda oraz żółto-szare pozostałe człony. U samicy całe odnóża są ciemnobrązowe do prawie czarnych. U obu płci ostatnia para odnóży jest ciemniejsza od pozostałych. Barwa opistosomy (odwłoka) jest czarna.
Nogogłaszczki samca mają ponad dwuipółkrotnie dłuższą niż szeroką goleń, podzieloną na dwa jednakowej długości ramiona apofizę tegularną, ale dłuższy niż szeroki embolus z dużym, ostrym kolcem u podstawy oraz pazurkowatą apofizę terminalną.
Genitalia samicy cechują się dużym, gruszkowatym dołkiem płytki płciowej ze stopniowo rozszerzającą się ku tyłowi przegrodą mającą część przednią dłuższą niż szeroką, a część tylną tak szeroką jak kieszonka przednia i ramiona boczne. Wulwa ma prawie równoległe, rozszerzone u podstawy zbiorniki nasienne wyraźnie wyodrębnione od przewodów kopulacyjnych.

## Ekologia i występowanie
Pająk ten bytuje na pobrzeżach płynących wśród rumowisk strumieni Ałtaju Mongolskiego. Znajdowany jest na wysokości między 3340 a 3360 m n.p.m.
Gatunek palearktyczny, znany jest tylko z miejsca typowego w Mongolii.